# Saint-Ouen, Loir-et-Cher

Saint-Ouen este o comună în departamentul Loir-et-Cher, Franța. În 1 ianuarie 2022 avea o populație de 3.016 de locuitori.